# Giuseppe Fiorelli

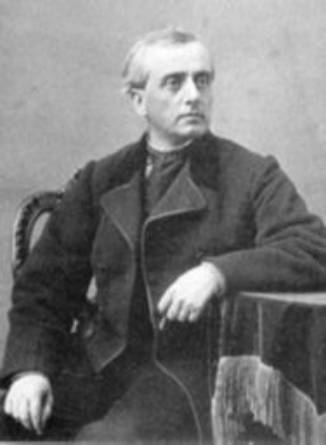
Giuseppe Fiorelli.

Giuseppe Fiorelli, född den 8 juni 1823 i Neapel, död där den 28 januari 1896, var en italiensk arkeolog och politiker.
Fiorelli blev redan 1845 ledare för utgrävningarna i Pompeji, men avskedades av politiska skäl 1849. År 1860 återfick han denna position. Han var en tid professor i arkeologi i Neapel och grundade 1864 en arkeologisk skola i Pompeji. Det grundliga, systematiska utgrävningsarbetet där daterar sig från hans tid. Fiorelli blev senator 1865. År 1875 utnämndes han till generaldirektör för museer och utgrävningar i Rom, och 1881 för hela Italien.